# Hans Fallada
Rudolf Wilhelm Friedrich Ditzen, mer känd under författarnamnet Hans Fallada, född 21 juli 1893 i Greifswald i dåvarande Kejsardömet Tyskland, död 5 februari 1947 i Berlin, var en tysk författare. Han är en av de mest kända författarna inom den tyska litteraturen under 1900-talet.[källa behövs]

## Biografi
Hans Fallada växte upp i Berlin och Leipzig. Som problematisk ung man skickades han till gymnasiet i Rudolstadt. Han tvingades dock

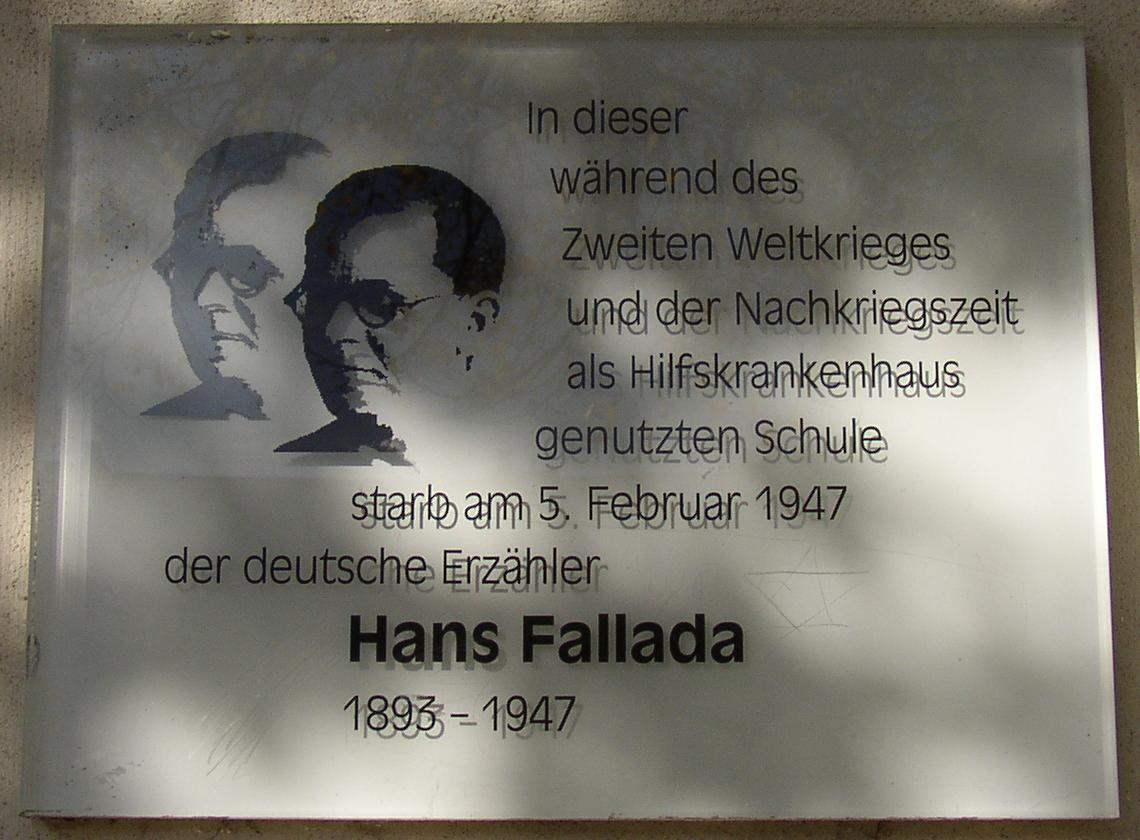
Minnestavla över Hans Fallada i Berlin-Niederschönhausen.

lämna skolan 1911 då han dödat en kamrat i en duell planerad som ett dubbelt självmord. Efter sanatorievistelse och lantbruksstudier arbetade han som tjänsteman vid olika gods i Tyskland och dagens västra Polen, varvat med hospitaliseringar till följd av missbruk och psykisk ohälsa. 1924 hamnade han för första gången i fängelse för förskingring, följt av ett två och ett halvt år långt fängelsestraff 1926. Han var under hela sitt liv alkohol- och drogmissbrukare. Efter 1932, då han gjorde succé med romanen Hur skall det gå med Pinnebergs? (Kleiner Mann, was nun?), kunde han leva på sitt skrivande och köpte sig en egendom i Feldberg i Mecklenburg. Han var även borgmästare där några månader under 1945. Åren efter kriget tillbringade han i Berlin där DDR:s blivande kulturminister Johannes R. Becher placerade honom i en rekvirerad villa i den stadsdel som senare hette Majakowskiring. Där skrev han såväl romanen Der Alpdruck (1947, om veckorna efter Röda arméns inmarsch och närvaro i en småstad i östra Tyskland våren och sommaren 1945) som sitt mästerverk Jeder stirbt für sich allein (1947, på svenska 1948), båda postumt utgivna.
Fallada dog av sömnmedelsförgiftning i ett så kallat nödsjukhus inrymt i en skola i nordöstra Berlin.
Hans lanthus från omkring 1850 i Carwitz vid Feldberg där han skrev de flesta av sina böcker är idag museum och litteraturcenter.

## Eftermäle
Asteroiden 14025 Fallada är uppkallad efter honom.